# 쓰보이 기요시로
쓰보이 기요시로(일본어: 坪井 清志郎, 2000년 2월 1일~)는 일본의 축구 선수이다.

## 구단 경력
그는 2018년 J2리그의 도쿠시마 보르티스에 입단했다. 2019년부터 2021년까지 블라우블리츠 아키타, 고치 유나이티드 SC, 알비렉스 니가타 싱가포르에서 뛰었다. 2022년 도쿠시마 보르티스로 복귀했다.